# Agiprand
Agiprand – książę Spoleto w latach 742–744.
Pod koniec 741 Trazymund II odmówił zwrotu papieżowi Grzegorzowi III miast obiecanych jemu i jego następcy papieżowi Zachariaszowi, który zwrócił się w tej sprawie o pomoc do króla Liutpranda. Zachariasz oddał rzymską armię jako wsparcie dla Longobardów. Wspólnie zdobyto Spoleto, a Liutprand osadził w księstwie swego bratanka Agipranda.
Agiprand był już księciem Clusium, gdy nadano mu Spoleto. Eskortował Zachariasza z powrotem do Rzymu z Interamny i zwrócił obiecane miasta.
Rządy Agipranda nie przetrwały śmierci Liutpranda, kiedy to został odsunięty od władzy przez Trazymunda.